# Lago Soldati
El lago Soldati es un cuerpo acuático artificial, marginado por un espacio verde, situado en el sur de la Ciudad Autónoma de Buenos Aires (capital de la Argentina), en el barrio porteño de Villa Soldati. 

## Características generales
Este lago se ubica entre el Parque de la Ciudad y el estadio Nueva España del Club Deportivo Español de Buenos Aires. El centro del lago se encuentra en las coordenadas: 34°39′41.46″S 58°27′28.42″O / -34.6615167, -58.4578944.
El espejo de este reservorio posee una superficie de 23 hectáreas, una longitud máxima de 725 metros y un ancho máximo de 365 m; además, cuenta con una isla en su interior. Se localiza entre las avenidas Castañares, Cámpora, Asturias y la calle Plumerillo. Parte de su ribera nordeste está ocupada por una villa de emergencia: el barrio “Los Piletones”, de relevancia por contener el “Centro Comunitario Los Piletones”, fundado por Margarita Barrientos.
Etimología
Etimológicamente, el topónimo Soldati es un  epónimo que refiere al apellido del antiguo propietario de las tierras donde el lago está asentado, José Francisco Soldati, de origen suizo, quien luego las subdividió para formar el barrio que terminaría llevando su nombre: Villa Soldati.

## Historia
El lago Soldati fue construido, junto con otros dos más (el Regatas y el Lugano), en la década de 1940, con el objetivo de controlar, durante las inundaciones, los desbordes de las aguas del Riachuelo, al derivarlas hacia los lagos mediante el arroyo Cildáñez.
La función específica era la de alojar el agua cuando esos cursos desbordaban al producirse fuertes tormentas. Durante décadas el área fue abandonada, por lo que esa función de lago aliviador y regulador se fue desvirtuando, al ir perdiendo profundidad por la constante acumulación de desechos de todo tipo. De allí que, al ya no contar con capacidad para contener los excedentes pluviales, empezó a desbordarse e inundar a los barrios de bajos recursos de sus alrededores. Al detectarse casos de dengue, el gobierno porteño lo declaró en emergencia sanitaria.
Es por eso que el gobierno de la ciudad decidió emprender una obra de saneamiento que permitiese recuperar la capacidad de contención de la cubeta (profundizándolo y retirando los barros y residuos) para que pudiese volver a cumplir la función de lago aliviador, a la vez que desarrollar en él un espejo acuático que sirviese de lugar de esparcimiento para el barrio, y finalmente, que el mismo pudiese albergar parte de la biodiversidad regional.
En el año 2014, la Subsecretaría de Mantenimiento del Espacio Público de la ciudad de Buenos Aires comenzó a ejecutar la obra, logrando eliminar 300 000 ratas, al tiempo que se retiraron de su lecho 230 toneladas de residuos, desmalezándose su entorno. [cita requerida]Los asentamientos de emergencia de su derredor vertían al cuenco sus desechos cloacales (con el consiguiente incremento de la contaminación de sus aguas) mediante caños, por lo que otra de las obras desarrolladas fue su desmantelamiento, colocándose en su lugar un ducto para interceptar estos vertidos antes de que alcancen la ribera del lago y luego reconducirlos a una estación de bombeo de aguas servidas. También fueron instalados dos géiseres artificiales, es decir, chorros de agua que además de fines estéticos cumplen el cometido de airear el agua, oxigenándola, y mejorar sus aptitudes para sostener el ecosistema acuático. Asimismo, para mejor la oxigenación del agua también se utilizó una boya que funciona con energía solar.

### Función de aliviador
Se excavó el lecho para que pueda ofrecer una buena capacidad de cuenco, lográndose que pudiese nuevamente cumplir la función original de aliviador para los casos de copiosas lluvias, almacenando ahora entre 500 y 600 000 m³.
Otro caño (de 80 centímetros de diámetro) intercepta las aguas pluviales y las direcciona hacia el arroyo Cildáñez. Una estación de bombeo fue erigida en la ribera del lago, la que está provista de 2 bombas sumergibles (las que en conjunto puede evacuar 12 000 litros por minuto) y 8 compuertas mediante las cuales se regula la entrada y salida del agua, cerrándose para impedir que entren al cuenco, en ocasiones de desbordes del arroyo Cildáñez, de ese modo se impide que los barrios de su derredor se inunden. Cuando es superada la capacidad que posee el lago de recepción de los excesos hídricos, estos son derivados, por medio de conductos, hacia la estación de bombeo, donde se los conduce hacia el arroyo Cildáñez.

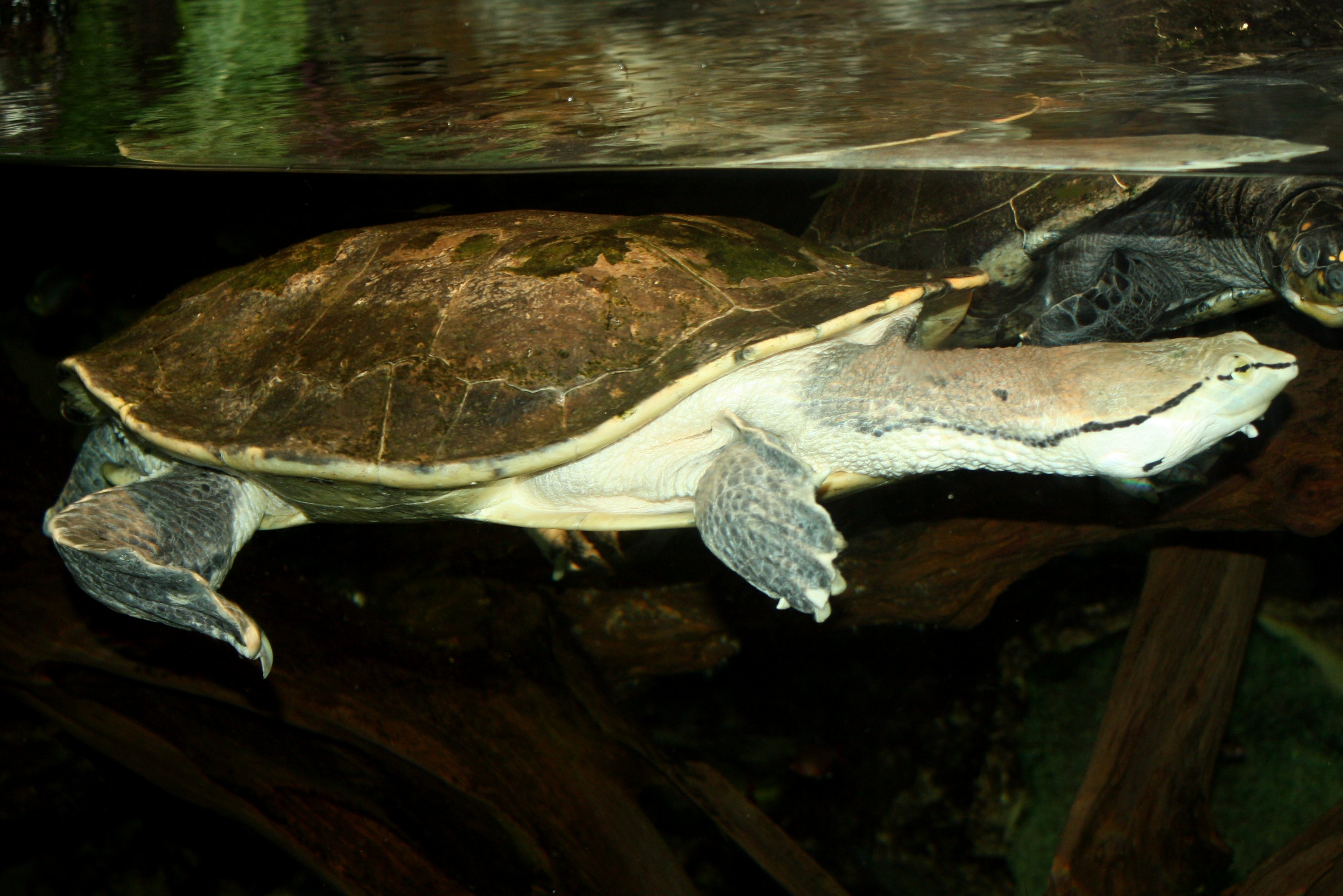
La tortuga de laguna es una de las especies que habitan en el lago Soldati.

El 31 de agosto de 2015 confirmó su utilidad por primera vez desde que fue limpiado su cauce, en ocasión de producirse sobre la ciudad precipitaciones de 220 mm (por momentos de tipo torrencial); el mecanismo de compuertas, que posibilita su vaciado y llenado, obró adecuadamente.

### Recolonización por especies silvestres
La naturaleza también fue lentamente regresando, al comenzar a ser colonizado por peces, tortugas de laguna, garzas blancas, espátulas rosadas, patos, gallaretas, halconcitos colorados y taguatós, en especial en la isla que emerge en la parte central del espejo. Entre las especies de vegetación nativa se observan entre otras a juncos, totoras y redonditas de agua.